# Borne fleurdelysée no 21 (Corbeil-Essonnes)
La borne fleurdelysée no 21 est un monument situé à Corbeil-Essonnes, en France.

## Description
Le monument est conservé  à Corbeil-Essonnes, boulevard Jean-Jaurès, au niveau de son intersection avec le route de Lisses.

## Historique
Le monument est inscrit au titre des monuments historiques depuis le 22 mars 1934.